# Josef Starlinger

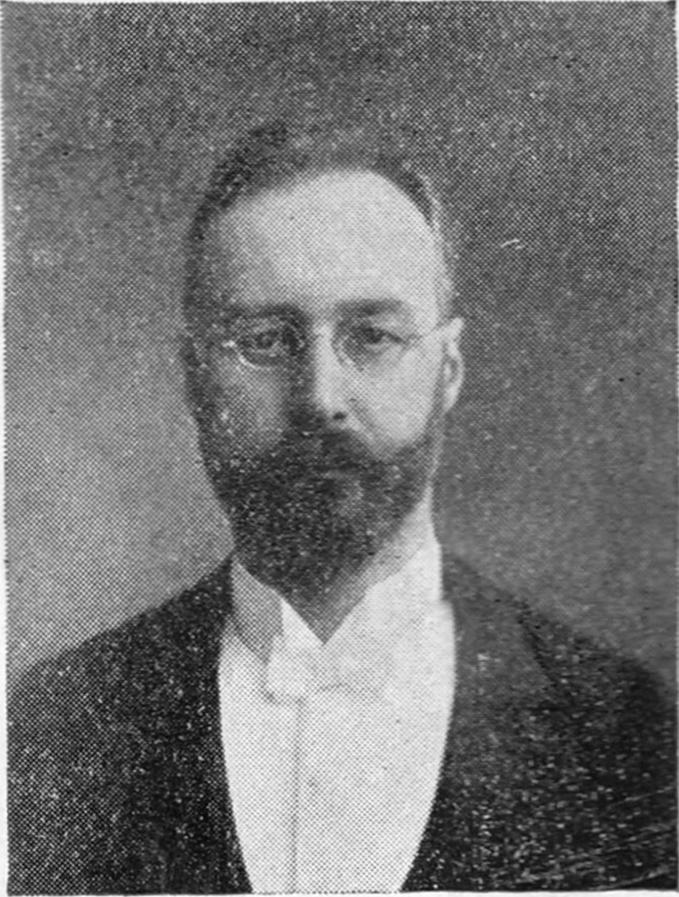
Josef Starlinger

Josef Starlinger (* 11. September 1862 in Obermühlau; † 15. Februar 1943 in Linz) war ein österreichischer Psychiater.

## Leben
Josef Starlinger stammte aus einer Bauernfamilie. Er absolvierte das humanistische Gymnasium in Ried im Innkreis, besuchte danach zunächst die Theologische Lehranstalt in Linz und studierte ab 1884 Medizin an der Universität Wien. 1889 wurde er zum Doktor der Medizin promoviert. Nach weiterer Ausbildung an der Klinik Schauta wurde er 1892 Assistent an der 1. psychiatrischen Universitätsklinik in Wien, erst bei Theodor Meynert, dann bei dessen Nachfolger Julius Wagner-Jauregg. Ab 1894 war er Primar an der Niederösterreichischen Landesirrenanstalt Klosterneuburg, kehrte aber schon nach einem Jahr an die Universitätsklinik zurück.
1903 übernahm er die Leitung der Landesheil- und Pflegeanstalt Mauer-Öhling. Hier trachtete er Konzepte von Arbeitstherapie und Familienpflege zu verwirklichen, die er auf Studienreisen in Belgien, Deutschland, Frankreich und England kennengelernt hatte. In der Anstalt wurden Freizeiteinrichtungen geschaffen; 1906 wurde eine Anstaltszeitung ins Leben gerufen, in der nicht nur Ärzte und Pfleger, sondern auch Patienten publizieren konnten. 1909 wurde ein Lehrer eingestellt. Die Beschäftigung der Patienten erfolgte vor allem in der zur Anstalt gehörenden Landwirtschaft. Als während des Ersten Weltkriegs die erzeugten anstaltseigenen landwirtschaftlichen Produkte aufgrund zentraler Anordnung zum Nachteil der Patienten abgeliefert werden sollten, trat Starlinger 1917 aus Protest vorzeitig in den Ruhestand.
In weiterer Folge war Starlinger in Linz als Chefarzt der Bundeskrankenkasse und eine Zeitlang auch als Sachverständiger beim Landesinvalidenamt tätig. Während dieser Zeit war er maßgeblich am Ausbau der Kuranstalt Bad Schallerbach beteiligt.
In wissenschaftlicher Hinsicht erbrachte Starlinger den experimentellen Nachweis, dass nach operativer Ausschaltung der Pyramidenbahn im Nervensystem bei Hunden auch noch andere extrapyramidale Bahnen wirksam sind. In Zusammenhang damit entwickelte er zusammen mit K. F. W. Reichert ein Großmikrotom zur Herstellung von Gehirnschnitten. Des Weiteren beschäftigte er sich mit der Infrastruktur psychiatrischer Krankenanstalten.

## Publikationen
- Kaiser-Franz-Josef-Landes-Heil- und Pflegeanstalt Mauer-Oehling, Nieder-Oesterreich, in: Heinrich Schlöss (Red.), Die Irrenpflege in Österreich in Wort und Bild, Halle an der Saale 1912, OCLC 248326147.